# .рф

.рф (Российская Федерация의 약자, 러시아연방을 의미함)는 러시아의 국가 도메인이다. 인터넷에서 키릴 문자로 된 최초의 도메인이다. рф는 새로운 도메인으로 러시아에서 처음으로 생겨났다. 로마자 표기로는 rf를 의미한다. 2008년 11월에 국제인터넷주소기구로부터 등록받았다.

## 비판
러시아에서 생겨났지만 러시아에서도 비판차단 등을 이유로 키릴도메인에 대해서 회의적인 시각도 존재하고 있다. 게다가 아직 키릴도메인을 등록한 기업은 10%로 거의 미미하다. 하지만 러시아 정부측은 키릴도메인이 편리하고 통제를 할 근거는 없다고 키릴주소를 옹호하고 있다.

## 같이 보기
- .ru
- .su
- .eu
- 퓨니코드